# Алмазоподобный углерод

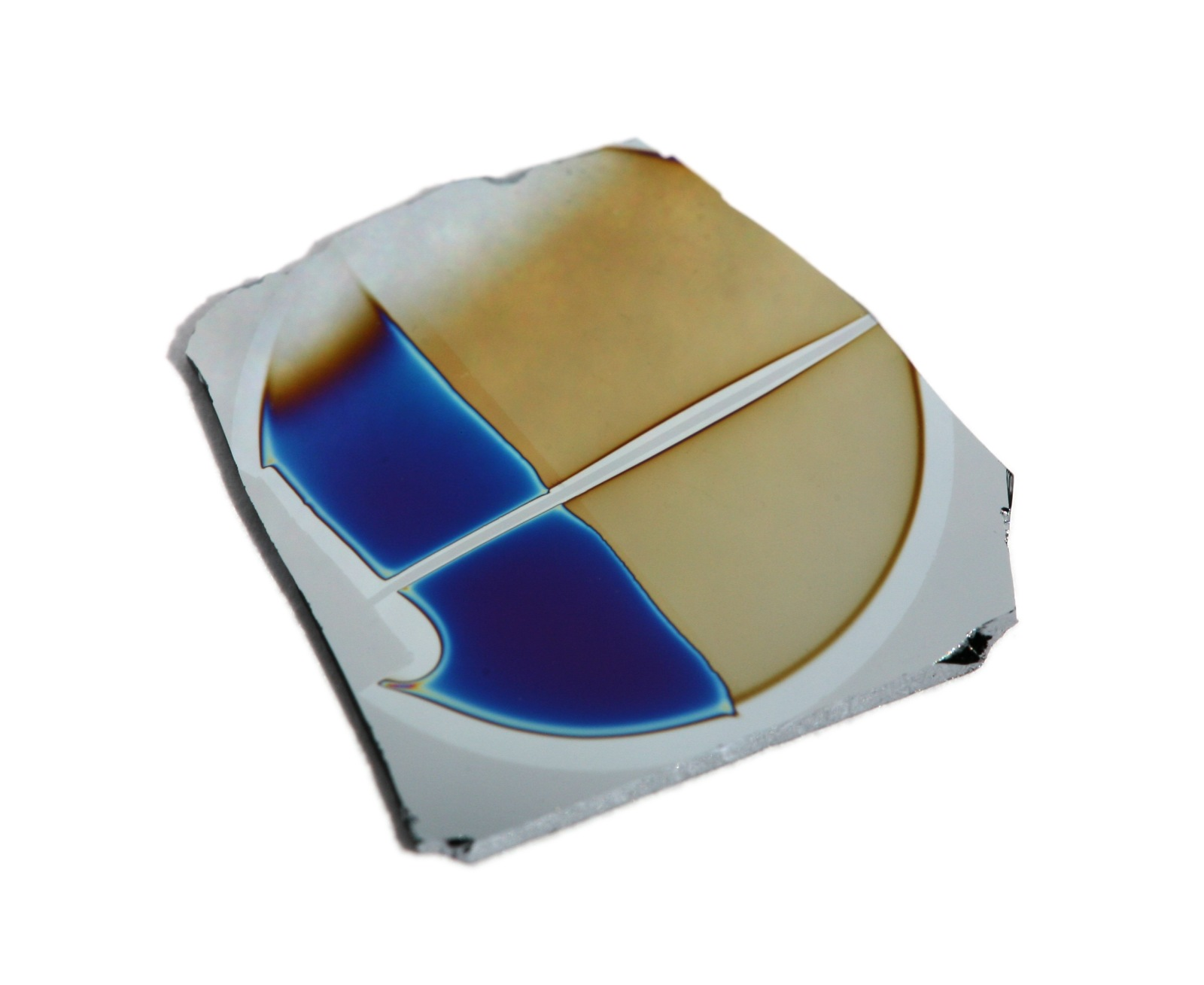
Тонкая плёнка ta-C на кремнии (15 мм диаметром) в области от 40 до 80 нанометров толщиной

Алмазоподобный углерод (англ. Diamond-like carbon (DLC), алмазоподобное покрытие (АПП)) — материал из аморфного углерода, с преимущественно тетраэдральными связями. Обладает некоторыми свойствами алмаза. Используется в виде твёрдых покрытий для защиты поверхностей других материалов.
Различают семь различных форм алмазоподобного углерода. Все они содержат в существенном количестве sp3-гибридизованные атомы углерода. Причиной существования различных форм заключается в том, что даже алмаз может быть найдет в одном из двух кристаллических политипов. Атомы обычного алмаза организованы в кубическую решётку, а его редкая модификация (лонсдейлит) имеет гексагональную структуру. В результате смешивания этих двух типов различным образом на наноразмерном уровне, возникает алмазоподобная аморфная структура. Тонкие плёнки этого материала обладают гибкостью. Наиболее твёрдым, прочным, обладающая антифрикционными свойствами, является структура, известная как тетраэдральный аморфный углерод (ta-C). К примеру, покрытие из ta-C толщиной всего лишь в 2 мкм, благодаря своей твёрдости, увеличивает устойчивость обычной нержавеющей стали к абразивному износу, а срок службы может возрасти от одной недели до 85 лет. Тетраэдральная форма может считаться алмазоподобным углеродом «в чистом виде», поскольку состоит только из sp3-связанных атомов. Получаемые в промышленности алмазоподобные покрытия содержат примеси, появляющиеся как в результате недостатков методов получения плёнки, так и вводимые намеренно для придания им тех или иных свойств. Различные формы алмазоподобного углерода могут наноситься практически на любой материал, совместимый с вакуумным напылением.

## Различие натурального и синтетического алмаза

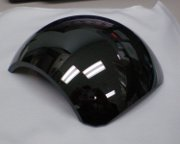
Покрытие DLC для оптических и трибологических целей

Встречающийся в природе алмаз почти всегда находится в кристаллической форме с чисто кубической ориентацией sp3 связанных углеродных атомов. Иногда возникают дефекты кристаллической решётки или включения атомов других элементов, которые придают цвет камню, но при этом расположение углерода в решётке остаётся кубическим с sp3 связью. Внутренняя энергия кубических политипов немного меньше, чем гексагональных форм, и темпы роста кристалла из расплавленного материала при естественном и массовом производстве синтетических алмазов достаточно медленна, так что структура решётки растёт в низкой (кубической) энергии формы, что возможно для sp3 связей атомов углерода. В противоположность этому DLC покрытия, как правило, производятся процессами, в которых атомы углерода быстро охлаждаются и закаляются на относительно холодных поверхностях при высокой энергии. Такие процессы могут быть, например, в плазме, в фильтрованном катодно-дуговом осаждении, в напылении и осаждении ионного пучка.
В этих случаях кубическая и гексагональные решётки могут быть случайно смешаны, атомный слой за атомным слоем, потому что нет времени для одной из кристаллических геометрий расти за счёт другой до того, как атомы заморожены на месте в материале. Аморфные DLC могут привести к материалам, которые не имеют дальний кристаллический порядок. Без дальнего порядка нет хрупких плоскостей трещин. Поэтому такие покрытия являются гибкими и конформно покрытыми к основной форме, но тоже время прочными, как алмаз. На самом деле это свойство было использовано для изучения износа атом за атомом на наноуровне в DLC.

## Производство

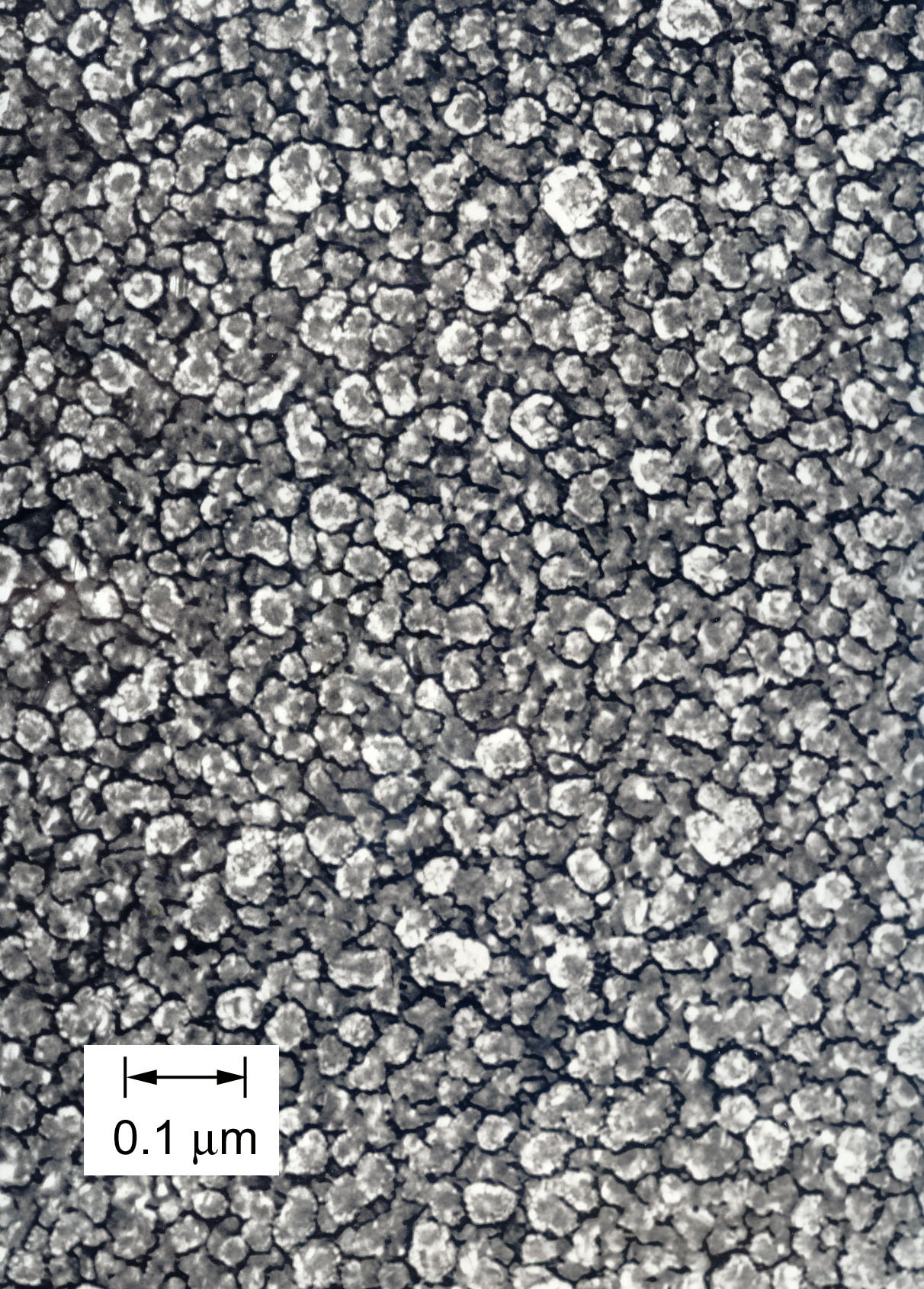
SEM изображение с золотым покрытием, копия покрытия «алмазоподобных» ta-C. Структурные элементы не являются кристаллитами Это узелки с sp3 связями атомов углерода. Зёрна настолько малы, что поверхность кажется зеркально гладкой на глаз

Известны следующие методы получения алмазоподобного углерода:
- вакуумно-дуговой — синтез алмазоподобного покрытия конденсацией углеродной плазмы дугового разряда с холодным графитовым катодом;
- химическое осаждение из газовой фазы — разложение углеводородов в плазме газового разряда, либо на горячей нити;
- катодное распыление — осаждение потоков нейтральных атомов углерода распылением графитовой мишени: в тлеющем разряде, в магнетронном разряде;
- ионное распыление — распыление графитовой мишени потоком ионов;
- ионное напыление — синтез алмазоподобной плёнки конденсацией потока ионов углерода, полученных при помощи ионного источника;
- лазерное испарение — конденсация плазмы высокоскоростных потоков материала графитовой мишени, возникающих при воздействии на неё мощного лазерного излучения.

## Свойства
Как следует из названия, ценность алмазоподобного углерода определяется его способностью привнести некоторые из свойств алмаза на поверхность практически любого материала. Основными желательными качествами являются твёрдость, износостойкость, и гладкость (коэффициент трения АПП плёнки против полированной стали варьируется в пределах от 0,05 до 0,20) . Свойства этого покрытия сильно зависят от метода нанесения, параметров осаждения (напряжение электрического смещения подложки, толщина АПП покрытия толщины подслоя, и т. д.). Кроме того, термообработка также изменяет свойства покрытия, такие как твёрдость, вязкость и скорость износа.
Типы межатомных связей оказывают значительное влияние на свойства материала аморфных углеродных тонких плёнок. Если присутствует sp2 тип, то плёнка будет более мягкой, если присутствует sp3 тип, то плёнка будет более жёсткой. Также существенным является наличие примесей, в первую очередь — водорода. Некоторые методы производства используют водород или метан, как катализатор, и, значительный процент водорода может оставаться в материале. Если вспомнить, что мягкий пластик и полиэтилен сделан из углерода, который связан чистой алмазоподобной sp3 связью, но, также и включающий в себя химическую связь водорода, то не удивительно, что доли водорода, оставшиеся в DLC плёнках, ухудшают их свойства почти также, как это делают остатки sp2 связи углерода. Наибольшей твёрдостью является чистый алмазоподобный углерод без водорода, в котором все межатомные связи — sp3 типа.

### Твёрдость

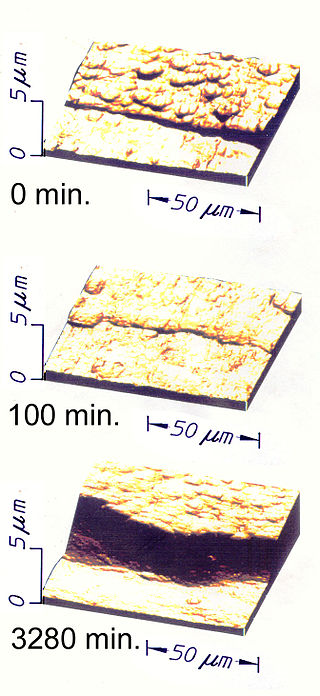
STM изображение поверхности грани толстого слоя 1 мкм «алмазоподобного» покрытия на 304 нержавеющей стали после сушки и 240 сцепления SiC абразива. На непокрытой части образца, около 5 мкм были удалены, в то время как покрытие охватывает полностью защищённую часть образца

### Адгезия
Те же внутренние напряжения, которые обеспечивают твёрдость алмазоподобных материалов, стремятся оторвать покрытие от защищаемой подложки. Борьба с этим проводится различными способами в зависимости от возможностей используемого метода нанесения. Наиболее простым является использование естественных химических связей с материалом подложки, которые формируются в том случае, если возможна реакция образования прочных карбидов. В случае, если материал подложки их не формирует, его покрывают тонким подслоем какого-либо карбидообразующего металла, например титана или железа. Другие способы обеспечения адгезии заключаются, например, в том, что осаждаются промежуточные слои, которые имеют межатомные расстояния, изменяющиеся от характерных для подложки до таковых для АПП.

### Трибологические
Алмазоподобные покрытия часто используются для предотвращения износа и снижения коэффициента трения благодаря их превосходным трибологическим свойствам. Являются чрезвычайно устойчивыми к абразивному и адгезионному износу, что позволяет применять их в условиях сильных давлений в контакте, как при качении, так при скольжении. АПП часто используются для увеличения срока службы бритвенных лезвий, обрабатывающего инструмента, в первую очередь свёрл и фрез. Применяются в подшипниках, кулачковых механизмах. Алмазоподобные покрытия увеличивают период времени, который передача может проработать в условиях недостаточной смазки.
Несмотря на выдающиеся трибологические свойства АПП, их следует с осторожностью применять на сплавах железа. При повышенных температурах подложка или контртело может растворять в себе углерод, что приводит к потери функциональности покрытием. Это явление не позволяет использовать покрытый алмазоподобным углеродом инструмент для обработки стали.

### Электрические
При низком содержании графитной фазы в алмазоподобном покрытии либо при наличии большого количества водородных связей это может быть диэлектрик с высоким значением сопротивления. В других случаях материал может обладать проводимостью, имеющей туннельную природу. В этом типе проводимости электроны движутся квантовым туннелированием между участками из проводящего материала, окружённого диэлектриком. Результатом является процесс, делающий материал нечто похожим на полупроводник. В настоящее время проводятся исследования по поиску практического применения этого эффекта. 

## Применение
Применение АПП обычно увеличивает абразивную износостойкость материала. Алмазоподобное покрытие часто используют для покрытия инструмента (за исключением предназначенного для обработки сплавов на основе железа), такого как концевые фрезы, свёрла, штампы, и пресс-формы. Покрытие увеличивает твёрдость и износостойкость режущих кромок, предотвращает налипание стружки на поверхность инструмента и снижает трение.
АПП также используют в двигателях суперсовременных спортивных мотоциклов, гоночных автомобилей «Формула 1», автомобилей NASCAR, а также в качестве покрытия на пластинах и головках жёстких дисков для защиты от сбоев головки.
Практически все бритвы с несколькими лезвиями, используемые для влажного бритья, имеют грань, покрытую алмазоподобным углеродом для снижения трения, предотвращая раздражение чувствительной кожи.
АПП обладает хорошей биосовместимостью, что делает его привлекательным материалом для применения в медицине. Такие покрытия используются для увеличения срока службы искусственных суставов, снижения тромбообразования при стентировании коронарных артерий и изготовлении искусственного сердца.
Благодаря глубокому чёрному цвету в сочетании с стойкостью к царапинам и агрессивному воздействию человеческого пота алмазоподобный углерод нашёл применение как декоративное покрытие в ювелирной промышленности и изготовлении часов.